# 両津郵便局
両津郵便局（りょうつゆうびんきょく）は新潟県佐渡市にある郵便局。民営化前の分類では集配普通郵便局であった。

## 概要
住所：〒952-8799 新潟県佐渡市両津夷2-1

## 沿革
- 1875年（明治8年）1月2日 - 夷湊（えびすみなと）郵便局（五等）として開設[1]。
- 1879年（明治12年）1月16日 - 為替取扱を開始。
- 1880年（明治13年） - 貯金取扱を開始。
- 1887年（明治20年）8月12日 - 夷郵便局に改称[2]。
- 1892年（明治25年）3月1日 - 夷郵便電信局となる。
- 1903年（明治36年）4月1日 - 通信官署官制の施行に伴い夷郵便局となる。
- 1910年（明治43年）12月26日 - 電話交換業務開始[3]。
- 1939年（昭和14年）2月21日 - 三等郵便局から二等郵便局に等級改定[4]。
- 1943年（昭和18年）7月1日 - 両津郵便局に改称[5]。
- 1953年（昭和28年）12月 - 局舎落成。
- 1954年（昭和29年）5月1日 - 電話通話および和文電報受付事務の取扱を開始[6]。
- 1979年（昭和54年）10月 - 局舎新築落成。
- 1987年（昭和62年）11月9日 - 吉井郵便局から集配業務の一部[7]を移管。
- 1999年（平成11年） - 外国通貨の両替および旅行小切手の売買に関する業務取扱を開始。
- 2005年（平成17年）
  - 2月28日 - 河崎郵便局から「952-34xx」区域の集配業務を移管[8]。
  - 6月1日 - 吉井旭簡易郵便局の一時閉鎖[9]に伴い、取扱業務を承継[10]。
- 2007年（平成19年）
  - 3月12日 - 水津（すいつ）郵便局から「952-35xx」区域の集配業務を移管[11]。
  - 10月1日 - 民営化に伴い、併設された郵便事業両津支店に一部業務を移管。
- 2012年（平成24年）10月1日 - 日本郵便株式会社の発足に伴い、郵便事業両津支店を両津郵便局に統合。
- 2024年（令和6年）5月7日 - 浦川郵便局から「952-31xx」「952-32xx」区域の集配業務を移管。

## 取扱内容
- 郵便、印紙、ゆうパック、内容証明
- 貯金、為替、振替、振込、国際送金、外貨両替、国債、投資信託
- 生命保険、バイク自賠責保険、自動車保険
- ゆうちょ銀行ATM
- 「952-00xx」「952-31xx」「952-32xx」「952-34xx」「952-35xx」区域（佐渡市（旧両津市域の一部））の集配業務
- ゆうゆう窓口

## 周辺
- 佐渡市役所 両津支所
- 佐渡東警察署
- 第九管区海上保安本部 新潟海上保安部佐渡海上保安署

## アクセス
- 佐渡汽船 両津港旅客ターミナルから北西へ約500m（徒歩約6分）
- 新潟交通佐渡 両津局前停留所下車
- 駐車場あり：11台